# تازة كند عليا (مراغة)
تازة كند عليا هي قرية في مقاطعة مراغة، إيران. عدد سكان هذه القرية هو 539 في سنة 2006.